# Laura Main
Laura Main (Aberdeen, 8 marzo 1977) è un'attrice britannica.

## Filmografia parziale

### Cinema
- The Invisible Atomic Monsters from Mars, regia di Tim Hunt e Adrian Pinsent (2010)
- Dead Cat, regia di Stefan Georgiou (2013)

### Televisione
- Murder City - serie TV, 10 episodi (2004-2006)
- Holby City - serie TV, 2 episodi (2007, 2011)
- Padre Brown (Father Brown) - serie TV, un episodio (2014)
- Doctors - serie TV, 2 episodi (2011, 2016)
- Roots & Fruits - serie TV, 47 episodi (2022-2024)
- L'amore e la vita - Call the Midwife (Call the Midwife) - serie TV, 113 episodi (2012-in produzione)